# Samačablo
Samačablo (gruzínsky სამაჩაბლო) je historická provincie, která se rozkládala na severu gruzínského regionu Šida Kartli. Celé území Samačabla je nyní součástí separatistické Jižní Osetie. Hlavním městem této provincie bylo Cchinvali.
Název Samačablo se dá do češtiny přeložit jako „země Mačabeliů“ a znamená to, že celá tato provincie bývala v novověku majetkem gruzínského šlechtického rodu Mačabeli. Region se takto jmenoval i po příchodu Osetů na toto území. Po vzniku Sovětského svazu a nastolení bolševické vlády v Gruzii se název Samačablo přestal používat a byla zřízena Jihoosetská autonomní oblast.
V době rozpadu Sovětského svazu a vzniku nezávislého gruzínského státu začali Gruzíni zpola oficiálně opět nazývat oblast okolo Cchinvali (vlastně celou Jižní Osetii) Samačablem.
V současné době Gruzie, jejíž vláda de iure vymazala pojem Jižní Osetie z mapy, dle potřeby pro Jižní Osetii používá název region Cchinvali, oficiálně je však dotyčné území severní částí regionu Šida Kartli.